# Jiului (stație de metrou)
Stația de metrou Jiului este o stație de metrou ce a fost inaugurată pe 1 iulie 2011 împreună cu stația Parc Bazilescu. Acest tronson face parte din M4 și este plasat în prelungirea tronsonului inaugurat în anul 2000 (Gara de Nord 2 - 1Mai). Tronsonul 1 Mai-Parc Bazilescu are o lungime de aprox 2,72 km și 2 stații noi de metrou.

Stația Jiului are o nuanță de alb-vișiniu. Este dotată cu lifturi pentru persoane cu dizabilități și pavaj tactil pentru persoanele cu deficiențe de vedere.

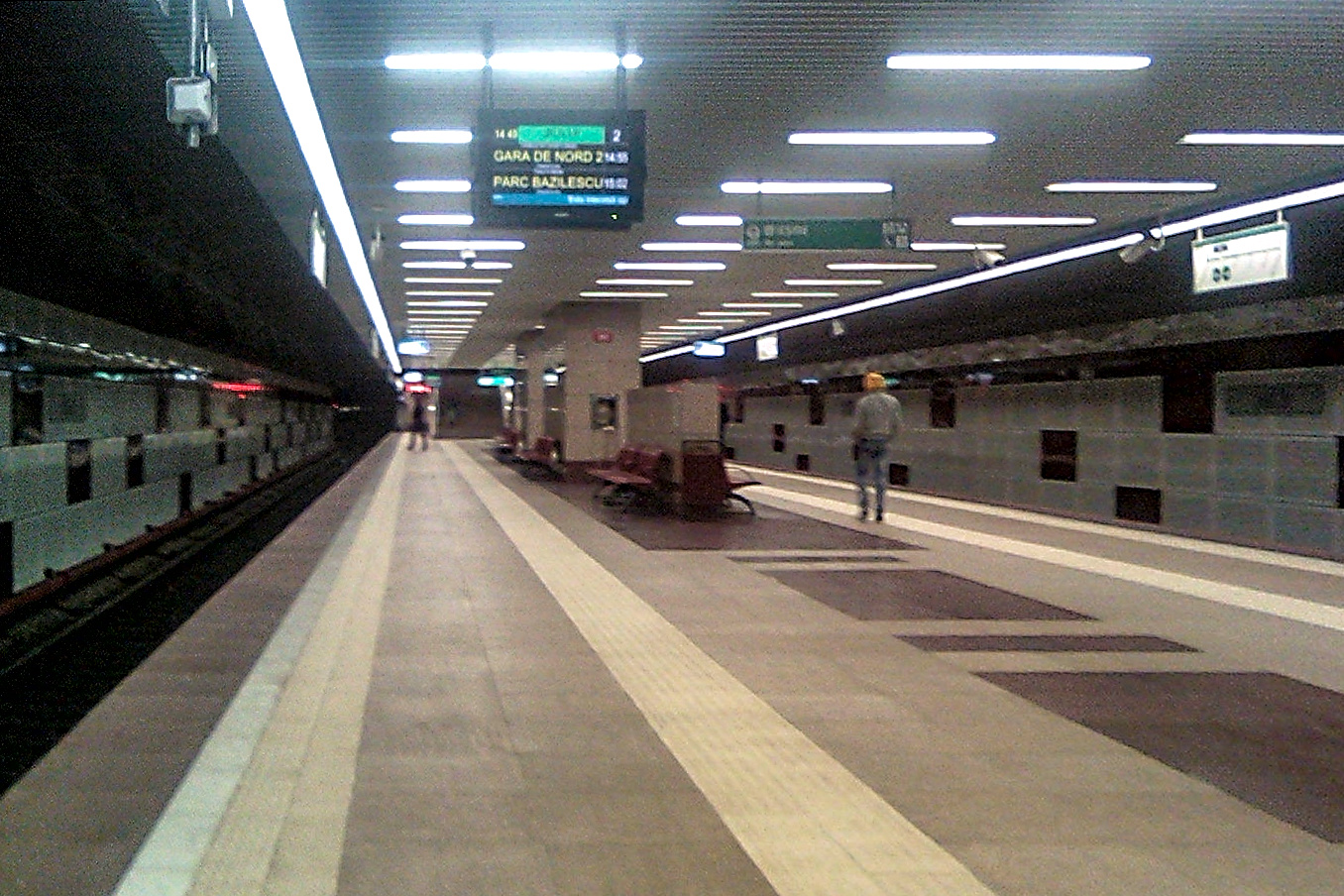